# هيرمان فوكس
هيرمان فوكس (بالإنجليزية: Herman Fuchs)‏ هو عازف كمان أمريكي، ولد في 10 ديسمبر 1900 في نيويورك في الولايات المتحدة، وتوفي في 1 نوفمبر 1967 في نيويورك في الولايات المتحدة.

## وصلات خارجية
- هيرمان فوكس على موقع IMDb (الإنجليزية)
- هيرمان فوكس على موقع قاعدة بيانات الفيلم (الإنجليزية)